# Sierras de Urbión y Cebollera
Sierras de Urbión y Cebollera este o arie protejată (arie specială de conservare — SAC, sit de importanță comunitară — SCI) din Spania întinsă pe o suprafață de 43.005,22 ha, integral pe uscat.

## Localizare
Centrul sitului Sierras de Urbión y Cebollera este situat la coordonatele 41°59′50″N 2°38′05″W / 41.9971°N 2.6347°V.

## Înființare
Situl Sierras de Urbión y Cebollera a fost declarat sit de importanță comunitară în martie 1999 pentru a proteja 4 specii de plante și 20 de specii de animale. Situl a fost protejat și ca arie specială de conservare în septembrie 2015.

## Biodiversitate
Situată în ecoregiunea mediteraneană, aria protejată conține 39 de habitate naturale: Păduri aluvionare cu Alnus glutinosa și Fraxinus excelsior (Alno-Padion, Alnion incanae, Salicion albae), Râuri de munte și vegetația lor lemnoasă cu Salix elaeagnos, Pajiști uscate seminaturale și facies de acoperire cu tufișuri pe substraturi calcaroase (Festuco-Brometalia) (* situri importante pentru orhidee), Păduri iberice de Quercus faginea și Quercus canariensis, Mlaștini alcaline, Matorral arborescenți cu Juniperus spp., Pajiști umede mediteraneene cu ierburi înalte de Molinio-Holoschoenion, Lacuri și iazuri distrofice naturale, Turbării active, Pseudostepă cu ierburi și specii anuale de Thero-Brachypodietea, Ape oligotrofe din câmpii nisipoase, cu un conținut foarte redus de minerale (Littorelletalia uniflorae), Păduri de stejar galițio-portugheze cu Quercus robur și Quercus pyrenaica, Liziere de ierburi înalte hidrofile de câmpie și de nivel montan până la alpin, Pante stâncoase silicioase cu vegetație casmofită, Păduri de Quercus ilex și Quercus rotundifolia, Păduri de fag din Europa Centrală dezvoltate pe sol calcaros cu Cephalanthero-Fagion, Păduri mediteraneene de Taxus baccata, Pajiști cu Molinia pe soluri calcaroase, turboase sau argilos-nămoloase (Molinion caeruleae), Pante stâncoase calcaroase cu vegetație casmofită, Iazuri temporare mediteraneene, Râuri de munte și vegetația erbacee de pe malurile acestora, Pajiști alpine și boreale, Pajiști alpine și subalpine calcaroase, Lande oro-mediteraneene cu formațiuni endemice de grozamă, Pajiști uscate europene, Roci stâncoase cu vegetație pionieră de Sedo-Scleranthion sau Sedo albi-Veronicion dillenii, Formațiuni montane de Cytisus purgans, Mlaștini turboase de tranziție și turbării mișcătoare, Formațiuni ierboase bogate în specii de Nardus, dezvoltate pe substraturi silicioase în zone montane (și în zone submontane, în Europa continentală), Păduri de fag acidofile atlantice, cu subarboret de Ilex și, uneori, de asemenea, Taxus, la nivelul arbuștilor (Quercion robori-petraeae sau Ilici-Fagenion), Pajiști oro-iberice cu Festuca indigesta, Depresiuni pe substraturi de turbă de Rhynchosporion, Păduri termofile cu Fraxinus angustifolia, Galerii de Salix alba și de Populus alba, Fânețe de joasă altitudine (Alopecurus pratensis, Sanguisorba officinalis), Păduri de Ilex aquifolium, Pajiști umede atlantice temperate cu Erica ciliaris și Erica tetralix, Păduri montane și subalpine de Pinus uncinata (* dezvoltate pe substrat gipsos sau calcaros), Grohotișuri termofile și vest-mediteraneene.
La baza desemnării sitului se află mai multe specii protejate:
- plante (4): Apium repens, Hamatocaulis vernicosus, Jonopsidium savianum, Luronium natans
- amfibieni (1): Discoglossus jeanneae
- mamifere (6): liliac cârn (Barbastella barbastellus), Galemys pyrenaicus, vidră de râu (Lutra lutra), nurcă (Mustela lutreola), liliacul mare cu potcoavă (Rhinolophus ferrumequinum), liliacul mic cu potcoavă (Rhinolophus hipposideros)
- nevertebrate (10): Austropotamobius pallipes, croitorul mare al stejarului (Cerambyx cerdo), Coenagrion mercuriale, Elona quimperiana, fluturele de noapte (Eriogaster catax), fluturele auriu (Euphydryas aurinia), Euplagia quadripunctaria, rădașcă (Lucanus cervus), Phengaris nausithous, Rosalia alpina
- pești (3): Achondrostoma arcasii, Cobitis calderoni, Pseudochondrostoma duriense

Pe lângă speciile protejate, pe teritoriul sitului au mai fost identificate 45 de specii de plante, 6 specii de amfibieni, 17 specii de mamifere, 5 specii de nevertebrate, 2 specii de pești, 3 specii de reptile.